# Altamira

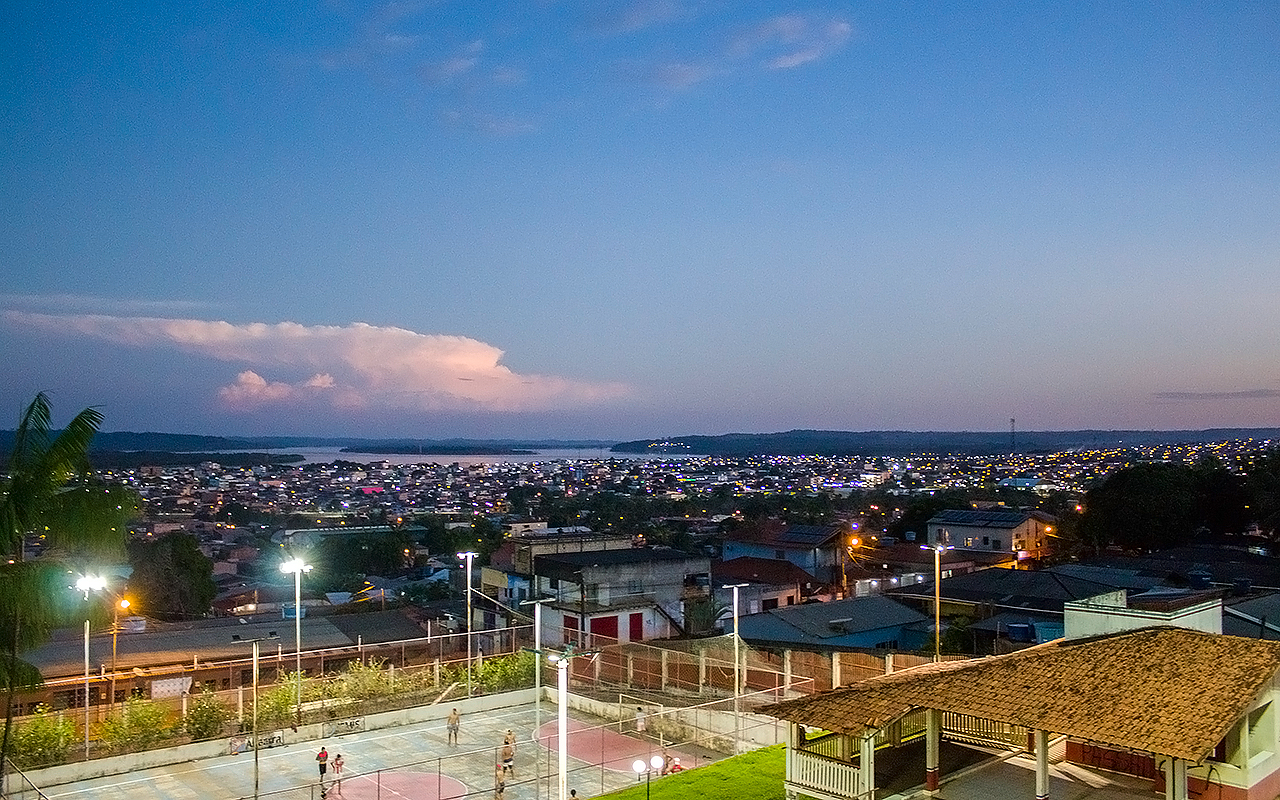
Vista Noturna da Cidade de Altamira-Pará

Altamira é um município brasileiro localizado no estado do Pará, na Região Norte do país. Sua população estimada em 2022 era de 126 279 habitantes. Com uma área de 159 533,328 km², segundo o IBGE em 2022, posiciona-se como o município mais extenso do Brasil.
Até 2009 foi o maior município do mundo em extensão territorial, sendo maior que dez estados brasileiros, além do Distrito Federal e vários países como Portugal, Islândia, Irlanda, Suíça, entre outros. Fica a uma altitude de 109 metros, latitude 03º12'12" sul e longitude 52º12'23" oeste.
A Rodovia Transamazônica atravessa o município no sentido leste-oeste numa extensão de 60 km, ligando Altamira a Belém (800 km), Marabá (510 km), Itaituba (500 km) e Santarém (570 km). Característica notória do município é sua hidrografia: Altamira está cravada às margens do rio Xingu, com sua série de afluentes e cachoeiras que se distribuem por toda a região.

## Etimologia
Tradicionalmente considera-se que foi o coronel Gayoso o responsável pela mudança de nome do povoado de Tavaquara, que passou a chamar-se Altamira. Gayoso, por ser um rico comerciante, viajava para a Europa, e numa de suas viagens à Espanha conhecera ou ouvira falar da recém descoberta Caverna de Altamira, que continham pinturas rupestres pré-históricas admiráveis, razão pela qual passou a chamar a área próxima de sua propriedade de Altamira, onde moravam seus escravos.
A etimologia para o vocábulo "Altamira" vêm do espanhol, e provavelmente sua origem não está relacionada com o verbo mirar, mas tem uma origem pré-romana, com o elemento hidronímico mira e o elemento inicial al-t , o que poderia corresponder à raiz indo-europeia al (elevado, esplêndido), próximo do latim altus.

## História
A história de Altamira compreende, tradicionalmente, o período que vai da instalação da missão jesuíta formadora da cidade até os dias atuais. Entretanto o território municipal é habitado, desde tempos imemoriais, por povos indígenas nômades e semi-nômades.

### Missão Tavaquara
Apesar de se saber que mesmo antes do século XVIII antigas Missões Jesuíticas já habitavam a região do Xingu, foi somente na década de 1750 que o Padre Roque Hunderfund adentrou o rio Xingu até o Igarapé Tucuruí, posteriormente denominado Vitória. Ali, fez contatos com indígenas Xipaia e Kuruaya, que lhe guiaram em direção à Volta Grande do Xingu. Ali, próximo à foz do igarapé Panelas, escolheram o local de fundação da Missão Tavaquara, cujo aldeamento formou a cidade de Altamira.
As políticas do primeiro-ministro português Marquês de Pombal, ainda no século XVIII, fecham todas as missões jesuítas nas colônias, fazendo a Missão Tavaquara encerrar suas atividades. A paróquia de Souzel continuou a prestar assistência ao aldeamento porém, somente em 1841, o Pe. Antônio Torquato de Souza, reabre a picada que ligava, por terra, o igarapé Vitória, no baixo Xingu, à Missão Tavaquara, mais acima, de maneira a transpor os trechos de cachoeira, tornado mais acessível o trabalho em Tavaquara.

### Colonização
A primeira elevação administrativa se deu em 14 de abril de 1874, no ato de criação do município de Souzel (atual Senador José Porfírio), onde a Missão Tavaquara (Altamira) foi elevada à categoria de povoado. Nesse período o povoado sobrevivia da extração e comercialização da borracha e de outras drogas do sertão, além de se comunicar com Souzel e Porto de Moz por navegação a vapor.
Em 2 de abril de 1883, por influência do coronel Francisco Gayoso, o povoado de Tavaquara é elevado a vila do município de Souzel, recebendo na data o nome de Altamira. Por influência também do coronel Gayoso foi aberta uma picada, ligando o baixo ao médio Xingu, com o objetivo de transformar em estrada, empregando trabalho escravo africano.
Em 1880, Agrário Cavalcante retomou os trabalhos do coronel Gayoso, retificando o traçado da estrada, partindo do local onde se encontra hoje a sede do município de Vitória do Xingu e chegando à foz do igarapé Ambé, ali construindo o Forte Ambé, que já não mais existe.

### Emancipação e desdobramentos administrativos
Pela lei estadual nº 1234, de 6 de novembro de 1911, a vila de Altamira foi elevada à categoria de distrito e município com a denominação de Altamira, desmembrado de Souzel (atual Senador José Porfírio). A sede foi estabelecida em Altamira, que para tal foi ratificada como vila. Na data da emancipação, era constituído somente pelo distrito sede. O município foi formalmente instalado em 1º de janeiro de 1912, com a posse do seu primeiro intendente (atualmente cargo correspondente a prefeito) Pedro de Oliveira Lemos.
A sede municipal somente foi elevada à condição de cidade, com a denominação de Altamira, pela lei estadual nº 1604, de 27 de setembro de 1917.
Pela lei estadual nº 8, de 31 de outubro de 1935, Altamira passou a denominar-se Xingu, e; pelo decreto-lei estadual nº 2972, de 31 de março de 1938, o município de Xingu voltou a denominar-se Altamira.

### Década de 1940 a década de 2000
Em 1972 foi implantado nesse município o marco zero da Rodovia Transamazônica (BR-230) pelo presidente do Brasil, Emílio Garrastazu Médici, popularmente conhecido como Pau do Presidente. Iniciava-se um período de intensa exploração da floresta amazônica, com assentamentos de colonos e abertura de vias terrestres, algumas já abandonadas e outras que geraram os municípios da região (Medicilândia, Anapu, Vitória do Xingu etc.).
Entre o final da década de 1980 e 1990 Altamira ganhou notoriedade com uma série de crimes que ficaram conhecidos como o caso dos meninos emasculados, que vitimou meninos com idades entre 8 e 14 anos.

### Década de 2010: Belo Monte e impactos socioambientais
Desde 2009 Altamira atrai atenções por ser a cidade mais próxima da Usina Hidrelétrica de Belo Monte, cujo impacto divide opiniões. Os cidadãos locais no geral aprovam a obra, apesar de admitirem que o inchaço populacional trouxe problemas. O empreendimento de R$ 30 bilhões fez a população altamirense saltar de 100 mil segundo o Censo de 2010, para mais de 140 mil, na avaliação da prefeitura. Dentre os problemas estão a piora do trânsito local causada pelo aumento da frota de motocicletas -  muitas das quais são dirigidas por motoristas sem carteira de habilitação - e um aumento na violência.
Um dos episódios correlacionados aos problemas socioeconômicos e ambientais do empreendimento de Belo Monte ocorreu em julho de 2019, no Massacre em Altamira em 2019, quando uma disputa entre as facções criminosas Comando Vermelho e aliados do Primeiro Comando da Capital pelo domínio do trafico de entorpecentes e armas na região, levou a morte de 62 detentos do Centro de Recuperação Regional de Altamira (CRRALT).

## Geografia
Altamira possui uma área de 159 533,328 km², segundo o Instituto Brasileiro de Geografia e Estatística em 2017, o que o torna o maior município do Brasil e o terceiro maior do mundo em extensão territorial (sendo menor que Qaasuitsup e Sermersooq, municípios gronelandeses instituídos em 1 de janeiro de 2009). Se fosse um país, seria o 92º país mais extenso do mundo, maior que Grécia e Nepal. Caso fosse um estado brasileiro, seria o 16º maior, um pouco menor que o Paraná e maior que o Acre e o Ceará.
De acordo com a divisão regional vigente desde 2017, instituída pelo IBGE, o município pertence às Regiões Geográficas Intermediária e Imediata de Altamira. Até então, com a vigência das divisões em microrregiões e mesorregiões, fazia parte da microrregião de Altamira, que por sua vez estava incluída na mesorregião do Sudoeste Paraense.

### Hidrografia
No município de Altamira inicia-se a "volta grande do Xingu", trecho sinuoso e cheio de cachoeiras do Rio Xingu onde, no final do trecho, está a Hidrelétrica de Belo Monte. Essa hidrelétrica, com capacidade de 11,182 MW, é a terceira maior do mundo (após a Hidrelétrica de Três Gargantas na China, e a Usina Hidrelétrica de Itaipu entre o Brasil e o Paraguai), e inunda cerca de 400 km², principalmente nos municípios de Vitória do Xingu e Altamira.[carece de fontes?]
Principais cursos hídricos:
- Rio Xingu
- Rio Iriri
- Rio Curuá
- Rio Catete
- Rio Chiché
- Riozinho do Amfrísio
- Rio Iriri Novo
- Rio Ximxim
- Riozinho Jucatã
- Rio Carajaí
- Rio Novo
- Rio Ituna
- Rio Ipiaçava

### Clima
Segundo dados do Instituto Nacional de Meteorologia (INMET), desde 1961 a menor temperatura registrada em Altamira foi de 13,9 °C em 14 de julho de 1966, e a maior atingiu 39,5 °C em 30 de setembro de 2023. O maior acumulado de precipitação em 24 horas foi de 226 milímetros (mm) em 12 de abril de 2009. Outros acumulados iguais ou superiores a 150 mm foram 190,3 mm em 22 de dezembro de 1985, 183,4 mm em 29 de dezembro de 2005, 169 mm em 27 de janeiro de 1970, 168,1 mm em 6 de março de 2000, 162,8 mm em 18 de abril de 1984 e 150 mm em 9 de abril de 1971.
| Dados climatológicos para Altamira                                                                                                  | Dados climatológicos para Altamira | Dados climatológicos para Altamira | Dados climatológicos para Altamira | Dados climatológicos para Altamira | Dados climatológicos para Altamira | Dados climatológicos para Altamira | Dados climatológicos para Altamira | Dados climatológicos para Altamira | Dados climatológicos para Altamira | Dados climatológicos para Altamira | Dados climatológicos para Altamira | Dados climatológicos para Altamira | Dados climatológicos para Altamira |
| Mês | Jan                                | Fev                                | Mar                                | Abr                                | Mai                                | Jun                                | Jul                                | Ago                                | Set                                | Out                                | Nov                                | Dez                                | Ano                                |
| --- | ---------------------------------- | ---------------------------------- | ---------------------------------- | ---------------------------------- | ---------------------------------- | ---------------------------------- | ---------------------------------- | ---------------------------------- | ---------------------------------- | ---------------------------------- | ---------------------------------- | ---------------------------------- | ---------------------------------- |
| Temperatura máxima recorde (°C) | 36                                 | 35,9                               | 36,2                               | 37,5                               | 38,9                               | 38,8                               | 38,2                               | 38,1                               | 39,5                               | 39,2                               | 39,3                               | 39,2                               | 39,5                               |
| Temperatura máxima média (°C) | 31,3                               | 30,9                               | 30,9                               | 31,2                               | 31,8                               | 32,5                               | 33                                 | 33,8                               | 34,1                               | 33,9                               | 33,4                               | 32,3                               | 32,4                               |
| Temperatura média compensada (°C)                                                                                                   | 26,3                               | 25,9                               | 26,1                               | 26,3                               | 26,7                               | 26,8                               | 27                                 | 27,6                               | 27,8                               | 28                                 | 27,8                               | 27                                 | 26,9                               |
| Temperatura mínima média (°C) | 22,5                               | 22,2                               | 22,5                               | 22,5                               | 22,8                               | 22,1                               | 22                                 | 22,2                               | 22,7                               | 22,9                               | 23                                 | 22,8                               | 22,5                               |
| Temperatura mínima recorde (°C) | 17                                 | 17,7                               | 18,4                               | 17                                 | 16,7                               | 16,8                               | 13,9                               | 16,4                               | 17,4                               | 17,1                               | 16,6                               | 16,9                               | 13,9                               |
| Precipitação (mm) | 288,5                              | 319,4                              | 414,6                              | 366,9                              | 228,1                              | 120,6                              | 65,7                               | 27,3                               | 43,6                               | 54,3                               | 93,5                               | 171,8                              | 2 194,3                            |
| Dias com precipitação (≥ 1 mm) | 19                                 | 21                                 | 24                                 | 22                                 | 18                                 | 11                                 | 7                                  | 4                                  | 5                                  | 6                                  | 6                                  | 12                                 | 155                                |
| Umidade relativa compensada (%) | 83,7                               | 85,3                               | 85,7                               | 85,6                               | 84,2                               | 81                                 | 77,8                               | 75,1                               | 73,4                               | 73,1                               | 74,9                               | 79,5                               | 79,9                               |
| Insolação (h) | 130,1                              | 110,3                              | 114,3                              | 132,6                              | 164,4                              | 205,9                              | 236,3                              | 234,4                              | 199,3                              | 180,3                              | 143,3                              | 127,2                              | 1 978,4                            |
| Fonte: Instituto Nacional de Meteorologia (INMET) (normal climatológica de 1981-2010; recordes de temperatura: 01/01/1961-presente) |                                    |                                    |                                    |                                    |                                    |                                    |                                    |                                    |                                    |                                    |                                    |                                    |                                    |

### Biodiversidade
Floresta Nacional de Altamira
Superfície: 689.012 hectares.
Bioma: Amazônia 100%
Floresta Ombrófila Aberta 74%
Floresta Ombrófila Densa 23%
A Flona de Altamira é uma das portas de entrada para a Terra do Meio, situada entre os rios Xingu e Tapajós, no estado do Pará. Cercada por terras indígenas, a região possui uma das maiores áreas de floresta relativamente não perturbadas na Amazônia Oriental.
A região é de importância crítica para a vida selvagem, abrigando numerosas espécies animais ameaçadas, incluindo onças, jacarés-açus, macacos-aranha, cuxiú da cara branca e tamanduás.
As maiores concentrações remanescentes de mogno (Swietenia macrophylla) no Brasil estão localizadas na Terra do Meio e nas terras indígenas dos arredores.
A Floresta Nacional de Altamira é também importante para a proteção de comunidades indígenas situadas em suas proximidades, funcionando com zona tampão para as terras indígenas Baú, Xipaia e Curuá.

### Problemas socioambientais
Devido aos altos índices de devastação florestal, em 9 de novembro de 2023, o município de Altamira foi incluído na relação de municípios situados no bioma Amazônia considerados prioritários pelo governo federal para ações de prevenção, controle e redução dos desmatamentos e degradação florestal.

## Economia e Infraestrutura
A agricultura (arroz, cacau, feijão, milho, pimenta-do-reino) e a extração de borracha e castanha-do-pará e a pecuária como principal são as principais atividades econômicas do município.
Entretanto, o município ainda não dispõe de acessos pavimentados, pois a única rodovia utilizada para chegar ao município é a Rodovia Transamazônica (BR-230), que teve seu processo de pavimentação interrompido na década passada, o que deixa o município por um longo período (chuvas) incomunicável por malha rodoviária, corroborando com o pouco desenvolvimento industrial. Até 1998 o município era alimentado por uma central termoelétrica desativada logo após a inauguração da LT 230 KV Tucuruí - Altamira, projeto Tramo-oeste desenvolvido pela Eletronorte.
A região sofre de um abandono estrutural crônico, um processo de atrofia econômica e consequentemente social, pois não foram feitos investimentos necessários para a região, uma vez que a infraestrutura é precária. Demandas históricas para diminuir conflitos como o cipoal fundiário, conflito por terras, assistência básica a doenças como a dengue e violência são problemas permanentes. Em 2013, dentre os três componentes do Índice de Desenvolvimento Humano, Altamira só tinha nota elevada na longevidade (0,811, diante da média nacional de 0,816), com médio desempenho em renda (0,662 ante 0,739) e educação (0,548 ante 0,637).
Em 2010, a quantidade de desempregados é de aproximadamente 4 mil pessoas (6,4%), em uma população com cerca de 16,04% de analfabetos e 5,9% tem nível superior. De acordo com o Censo Demográfico de 2000, ao se observar as características da população residente em Altamira, nota-se, no que tange à renda, que de um total de 17.469 domicílios, a maioria (52,4%) possui rendimento de mais de 2 a 10 salários mínimos, sendo 18,6% do total de domicílios enquadrados na faixa de mais de 3 a 5 salários mínimos. Nota-se, ainda, que para o mesmo período, 4,5% da população recebiam até meio salário mínimo ou não possuíam rendimento.
No que diz respeito à educação, Altamira possuía em 2000 90,9% da população de 10 a 14 anos alfabetizada; 93,8% da população de 15 a 19 anos e 79,8% da população de 20 anos ou mais. Tendo como referência a população acima de 10 anos, verifica-se que 83,8% era alfabetizada.
As condições habitacionais, por sua vez, são bastante adversas. Conforme o Sistema Nacional de Informações sobre Saneamento (SNIS), a infraestrutura externa aos domicílios de Altamira apresentam precariedade generalizada. Em 2007, da população urbana do município, somente 72,0% eram atendidos pela coleta de resíduos sólidos. Além disso, em 2008, apenas 11,2% da população era atendida com abastecimento de água, além de que esgotamento sanitário não havia em nenhum ponto do município, nem mesmo nas áreas centrais da área urbana - o esgoto corre pelas sarjetas antes de cair nos riachos locais. O Consórcio Norte Energia, responsável por Belo Monte, assinou o compromisso de junto com a usina providenciar água e esgoto para toda a cidade de Altamira, mas as obras estão atrasadas.
Os conflitos que historicamente marcam a ocupação da Amazônia estão reproduzidos em Altamira, com garimpeiros, índios, agricultores e ribeirinhos se confrontando.
Altamira teve o maior numero de homicídios do Brasil, segundo dados do IPEA (Instituto de Pesquisa Econômica Aplicada) divulgados em junho de 2017. Segundo o Atlas da Violência, o número de homicídios está diretamente ligado a construção da Usina Hidrelétrica de Belo Monte.

## Cultura

### Fala Local
Devido a Colonização da cidade ter sido realizada por imigrantes, em grande partes por Nordestinos e Sulistas, a variação do português falado na cidade é bem diferente do resto de outras cidades paraenses como por exemplo as cidades de Belém e Santarém.
Esse dialeto é chamado de dialeto da serra amazônica, ou como as vezes é chamado, dialeto do arco do desflorestamento, é um dialeto do português brasileiro.

### Festival Folclórico

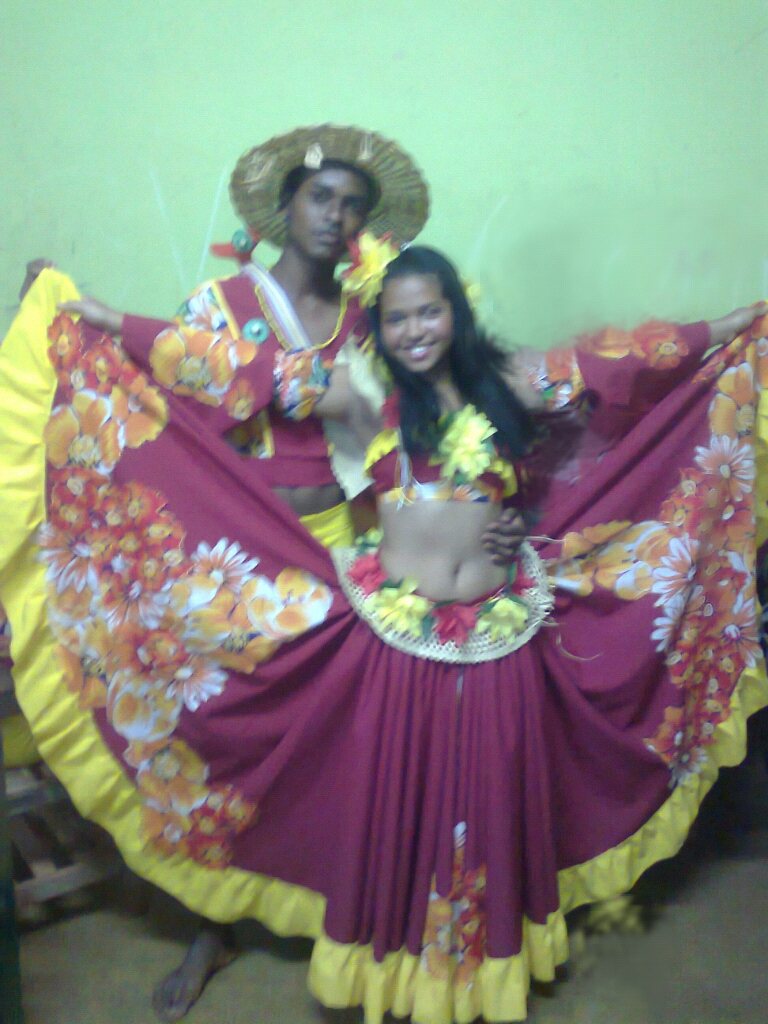
Dançarinos do Grupo Folclórico Rosa dos Ventos em 2012.

Na segunda semana de Junho ocorre o Festival Folclórico de Altamira organizado pela AGFAL (Associação dos Grupos Folclóricos de Altamira).  O evento ocorre desde 2003 e é considerada a maior festa cultural a céu aberto da Transamazônica e interior do Pará, constando no calendário municipal de eventos da cidade. Sendo realizado em três noites de festa começando na quinta-feira e terminando no sábado, com apresentação das Rainhas do Folclore na quinta, três grupos na sexta e quatro no sábado.
Em alguns anos a data em que ocorreu o evento foi alterada, como no caso de 2015 que o evento foi realizado em Agosto, e no ano de 2020 e 2021 não houve evento devido a Pandemia de COVID-19 retornando em 2022.
O dia da divulgação do resultado do  grupo campeão e feito no domingo seguinte, com a apuração das notas dos jurados.
O evento nada mais é que uma competição de danças típicas da região norte do país em especial do estado do Pará como: o Carimbó, o Siriá, o Retumbão, a Toada e o Sirimbó, incluindo inclusive a Quadrilha Junina que é da cultura da Região Nordeste. O evento é bem semelhante a Festa do Sairé que é realizada em Santarém também no estado com Pará, mas com algumas diferenças principalmente no quesito da dança e passos de Carimbó, no qual em Santarém é dançado o Carimbó Tradicional e em Altamira o Carimbó de Marcação, cujo passos são mais marcados e segue uma coreografia pré-definida.
O Festival é disputado por sete Grupos Folclóricos são eles: Rosa dos Ventos, Cisne Branco, Flor da Juventude, Tradição Aparecida, Beija-Flor, Explosão Bela Vista e Cheiro do Pará. Até o ano de 2014 o Movimento Folclórico de Altamira era composto por dez grupos, até o Grupo Folclórico Furacão Anchieta resolver encerrar suas atividades. Posteriormente em 2019 os Grupo Explosão do Pará e Nova Geração encerraram suas atividades também.
Atualmente, os grupo que possuem mais títulos são Rosa dos Ventos, Tradição Aparecida e Cisne Branco com cinco títulos cada; seguido por Flor da Juventude com três e Beija-Flor com dois.
Os demais grupos Explosão Bela Vista e Cheiro do Pará por enquanto não possuem nenhum.

Cada grupo tem no mínimo 30 mim de apresentação e no máximo 50 mim, no qual uma banca de jurados que julgam o grupo em 7 quesitos que são: temática, cênica, evolução e sincronismo, coreografia, criatividade, traje típico e organização do conjunto folclórico. Há ainda um 8 jurado destinado a julgar somente item Casal Carimboleiro, seus quesitos são julgadas à parte, ou seja a pontuação não diminui e nem acrescenta nota ao grupo assim também como a candidata Rainha do Folclore no qual uma dançarina representa cada grupo com danças que variam entre o carimbó e a toada, diferente do Casal seus quesitos são julgados pelos 7 jurados, porém sua nota também não acrescenta e nem diminui a nota do seu grupo em questão, até 2018 era usada a nomenclatura Miss em 2019 foi trocado por Rainha.

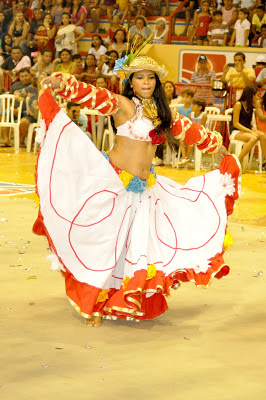
Apresentação da Miss Folclore Herlen Carvalho pelo Grupo Cisne Branco em 2013.

O evento ocorre anualmente em um Ginásio Esportivo do município.
| Ano  | Grupos Folclóricos Campeões | Misses Folclore Campeãs               |
| ---- | --------------------------- | ------------------------------------- |
| 2003 | Cisne Branco                | Sem Dados                             |
| 2004 | Flor da Juventude           | Sem Dados                             |
| 2005 | Flor da Juventude           | Sem Dados                             |
| 2006 | Cisne Branco                | Sem Dados                             |
| 2007 | Tradição Aparecida          | Sem Dados                             |
| 2008 | Rosa dos Ventos             | Sem Dados                             |
| 2009 | Cisne Branco                | Sem Dados                             |
| 2010 | Tradição Aparecida          | Nagylla Torres (Flor da Juventude)    |
| 2011 | Rosa dos Ventos             | Brenda Malena (Rosa dos Ventos)       |
| 2012 | Rosa dos Ventos             | Herlen Carvalho (Cisne Branco)        |
| 2013 | Rosa dos Ventos             | Raquel Pires (Cheiro do Pará)         |
| 2014 | Beija-Flor                  | Raquel Pires (Cheiro do Pará)         |
| 2015 | Tradição Aparecida          | Kinderlly Pantoja (Flor da Juventude) |
| 2016 | Tradição Aparecida          | Herlen Carvalho (Cisne Branco)        |
| 2017 | Beija-Flor                  | Larissa Silva (Cheiro do Pará)        |
| 2018 | Flor da Juventude           | Jéssica da Silva (Flor da Juventude)  |
| 2019 | Rosa dos Ventos             | Rainhas do Folclore Campeãs           |
| 2019 | Rosa dos Ventos             | Karol Azevedo (Flor da Juventude)     |
| 2022 | Cisne Branco                | Monalycy Santos (Cisne Branco)        |
| 2023 | Tradição Aparecida          | Jamilly Nogueira (Tradição Aparecida) |
| 2024 | Cisne Branco                | Monalycy Santos (Cisne Branco)        |